# Ženska malonogometna liga otoka Hvara
Ženska malonogometna liga otoka Hvara je malonogometno natjecanje, na kojem sudjeluju djevojčadi s otoka Hvara.
Tri prvoplasirane djevojčadi dobivaju pehare Nogometnog saveza Splitsko-dalmatinske županije, a pobjednice lige dobivaju prijelazni pehar.
Od 2003. se počelo razvijati današnje natjecanje.

## 2005/06.
Prvakinje su bile djevojčad Tarantela iz Jelse.
Sudionice su bile djevojčadi: Špicaškondal (Hvar), Mila majka, Tarantela, Mizarole (Svirče), Ganadores, Sunčani Hvar, Lude koke, Škrpine, Lampedusa, Bi-tange i Majta.

## 2006/07.
Konačni poredak:  
1. Mila majka 27 (Hvar)

2. Tarantele (Jelsa)25

3. Špicaškondal 22
 
4. Mizarole (Svirče) 20
 
5. Ganadores 15

6. Lude koke 15

7. Lampedusa 13

8. Sunčani Hvar 10

9. Škrpine (Sućuraj)7

10. Majta 4

11. Bi-tange 3.
Najbolja vratarica: Merita Hure ("Mila majka")

Najbolja igračica: Ana Milatić ("Tarantele")

Najbolji strijelci: Ivana Visković ("Mila majka") i Nikolina Makjanić ("Tarantele"), po 17 pogodaka
Pobjednička djevojčad je igrala u sastavu: Merita Hure, Anđelka Ivušić, Diana Ćurin, Iris Novak, Lukrecija Lovrinčević, Ivana Visković, Ivana Petrić, Koraljka Lizatović, Marina Petrić, Ana Žuanić, Tanja Gabelić, Ivana Pandol, Rada Pavičić, Marijana Bibić i Sandra Lovrinčević.

Trener: Toni Karković

## 2007/08.
Konačni poredak:
1. Mila majka (Hvar) 25

2. Špicaškondal (Hvar) 20

3. Tarantele 19 (Jelsa)

4. Ganadores (Hvar)

5. Lude koke (Jelsa)

6. Mizarole (Svirče)

7. Majta (Stari Grad)

8. Ploča 85 (Stari Grad)

9. Lampedusa (Stari Grad)

10. Co to maš (Hvar)
Najbolja vratarica: Violeta Babić (Lude koke)

Najbolja igračica: Ivana Visković (Mila majka)

Najbolji strijelac: Ivana Visković (Mila majka), 18 pogodaka
Pobjednička djevojčad je igrala u sastavu: Diana Ćurin, Ivana Visković (kapetanica), Lukrecija Lovrinčević, Antonija Maljković, Andrea Ivušić, Anđelka Ivušić, Ivana Pandol, Marina Petrić, Stefani Fistonić, Tanja Gabelić, Merita Hure, Ines Rogošić i Ivana Šarić.
Trener: Toni Karković

## 2010.
Ženska malonogometna liga otoka Hvara 2010.:
Natjecanje je završilo 9. ožujka 2010. godine. Igralo se po ligaškom sustavu.
1. Majta (Stari Grad)

2. Špicaškondal (Hvar)

3. Ganadores (Hvar)

4. Lude koke (Jelsa)

5. Lampedusa (Stari Grad)

Najbolja vratarica: Katarina Dešković (Majta)

Najbolja igračica: Ivana Visković (Špicaškondal)

Najbolji strijelac: Darija Šabić (Lude koke), 9 pogodaka
Pobjednička djevojčad je igrala u sastavu: Katarina Dešković, Rozita Kovačević, Antonia Glasinović, Antonija Kovačević, Nevena Lupi, Jasna Zaninović, Margarita Milevčić, Ivana Visković, Nikolina Dužević, Barbara Petrić, Andjela Carić, Frančeska Lušić i Amalija Tadić. 

Voditelj djevojčadi: Igor Dužević